# Perugia (tỉnh)
Tỉnh Perugia (Tiếng Ý: Provincia di Perugia) là tỉnh lớn hơn trong 2 tỉnh ở vùng Umbria của Ý, chiếm 2/3 diện tích và dân số vùng này. Tỉnh lỵ là thành phố Perugia. Tỉnh này đã bao gồm toàn bộ lãnh thổ Umbria cho đến năm 1927, khi tỉnh Terni được tách ra ở 1/3 phía nam.

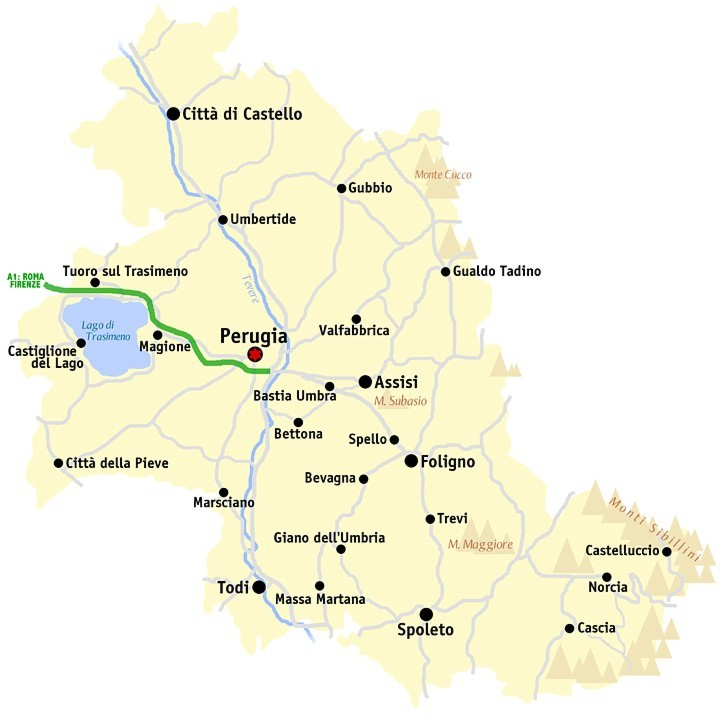
Bản đồ tỉnh Perugia.

Tỉnh Perugia có diện tích 6.334 km², tổng dân số là 606.413 người năm 2001. Có 59 đô thị (tiếng Ý:comuni) ở trong tỉnh này  Lưu trữ ngày 7 tháng 8 năm 2007 tại Wayback Machine, xem các đô thị củaTỉnh Perugia.
Các thị xã chính có Assisi, Bevagna, Città di Castello, Foligno, Gubbio, Montefalco, Norcia, Spoleto, Spello, Todi, Trevi, và Umbertide.

## Các đô thị chính

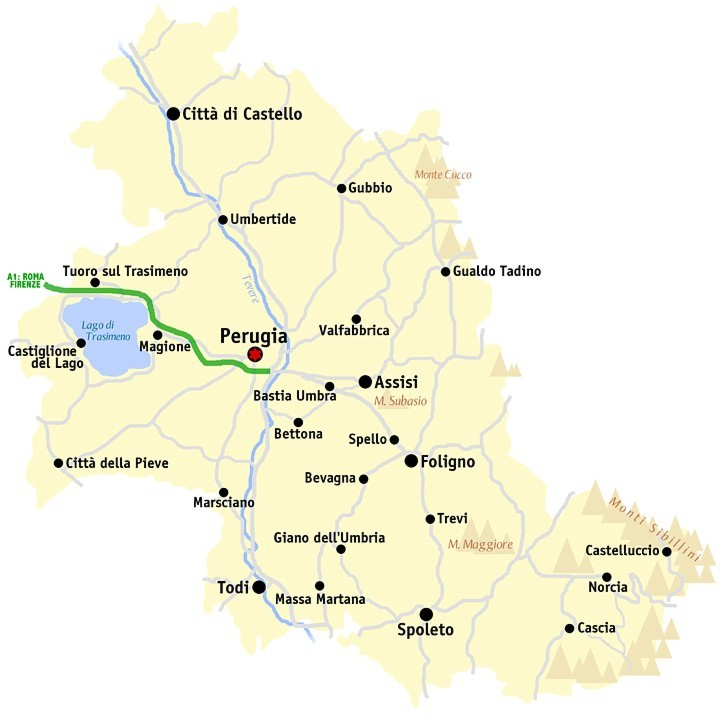
Bản đồ tỉnh Perugia

Các đô thị chính dân số trên 20.000 người:
| Huy hiệu                             | Thành phố         | Dân số (ab) | Diện tích (km²) |
| ------------------------------------ | ----------------- | ----------- | --------------- |
|                                      | Perugia           | 167.579     | 449 km2         |
|                                      | Foligno           | 57.917      | 263,7 km2       |
| Tập tin:Città di Castello-Stemma.png | Città di Castello | 40.479      | 387 km2         |
| Tập tin:Spoleto-Stemma.png           | Spoleto           | 39.418      | 349 km2         |
| Tập tin:Gubbio-Stemma.png            | Gubbio            | 33.018      | 525 km2         |
| Tập tin:Assisi-Stemma.png            | Assisi            | 27.942      | 186 km2         |
|                                      | Bastia Umbra      | 21.800      | 27,6 km2        |